# Géant (Donjons et Dragons)
Pour les articles homonymes, voir Géant.
Dans le jeu de rôle médiéval-fantastique Donjons et Dragons, les géants forment une catégorie de créatures que les personnages-joueurs peuvent rencontrer.

## Conception et inspirations
Les géants du jeu s'inspirent des mythologies et de J. R. R. Tolkien. Cependant, leur capacité consistant à lancer des rochers s'inspire bien plutôt des jeux de guerre. Matthew Chrulew remarque que le géant n'est pas présenté comme une créature unique mais comme un type de créature, aux côtés des aberrations, des animaux, des constructs, des dragons, des élémentaux, des fées, etc. Comme toutes les autres créatures du jeu, il est ensuite circonscrit en tant qu'espèce, selon les techniques des « bio-politiques de la population » (Churlew cite une expression issue de La Volonté de savoir de Michel Foucault). Chrulew observe également que, dans l'univers de D&D, les critères orthodoxes séparant l'humanité de tous les autres êtres vivants ne s'appliquent pas : la parole, la technologie, la politique et l'agentivité sont conférées à un grand nombre de créatures, et par exemple les humains n'ont pas le monopole de l'usage des outils, que les géants maîtrisent également.